# 帕尔迪
帕尔迪（Pardi），是印度古吉拉特邦Valsad县的一个城镇。总人口25241（2001年）。

## 人口
该地2001年总人口25241人，其中男性12925人，女性12316人；0—6岁人口2605人，其中男1397人，女1208人；识字率76.23%，其中男性为81.32%，女性为70.89%。